# Wohnturm Alt Lomnitz
Der Wohnturm Alt Lomnitz (polnisch Wieża mieszkalna w Starej Łomnicy) ist ein erhaltener mittelalterlicher Wohnturm im  polnischen Stara Łomnica (Alt Lomnitz).

## Geschichte
In Alt Lomnitz bestand im 14. Jahrhundert das Gut der von Pannwitz, aus dem später der Mittelhof wurde. Hier wurde ein Herrensitz erbaut, auf dem vermutlich im ersten Viertel des 15. Jahrhunderts ein Wohnturm errichtet wurde, der in die Verteidigungsmauern integriert wurde. 
Der Wohnturm wurde Mitte des 16. Jahrhunderts aufgegeben und in das neu erbaute Gutshaus des Mittelhofs integriert. Die späteren Besitzer des Mittelhofs nutzten den Turm hauptsächlich für wirtschaftliche Zwecke. Daher wurden Maueröffnungen des Turms zugemauert und dem Turm ein neues Satteldach gegeben. Ende des 19. Jahrhunderts wurde ein Teil der Decken und Treppen des Turms ersetzt. Das heutige Dach des Turms stammt von 1897. Im Jahr 1935 wurden Konservierungsarbeiten durchgeführt und der Fassadenputz entfernt.

## Baubestand
Lage und Bau des Wohnturms Alt Lomnitz ist repräsentativ für den mittelalterlichen Wohn- und Verteidigungsbau des 14. bis 15. Jahrhunderts. Der Turm steht in der südwestlichen Ecke des ehemaligen Herrenhauses. Durch seine Lage oberhalb eines nach Süden abfallenden Hangs bietet dieser Punkt natürlichen Schutz. An den Turm sind zwei Abschnitte einer Verteidigungsmauer angebaut. Der Turm ist fünfstöckig auf viereckigem Grundriss mit Pultdach. Die südöstliche Seite des Turms hat unregelmäßig verteilte Öffnungen unterschiedlicher Größe.